# I gemelli del goal
I gemelli del goal (Just for Kicks) è un film direct-to-video del 2003 diretto da Sydney J. Bartholomew Jr.

## Trama
I giovani gemelli Cole e Dylan Martin, giocatori di calcio in erba, sfogano la loro passione nella modesta squadra allenata dal padre, una compagine formata da calciatori all'apparenza scarsi e senza talento. Quando l'uomo deve lasciare la guida della squadra a causa di impegni lavorativi, è la moglie a prenderne il posto: sorprendentemente, dopo il cambio in panchina le cose iniziano a girare per il verso giusto, e la formazione di Cole e Dylan inizia a prendersi alcune belle soddisfazioni sul campo.

## Distribuzione internazionale
- Stati Uniti: 26 settembre 2003
- Italia: 23 gennaio 2004 (prima TV)
- Giappone: 19 maggio 2007